# Jan Nepomucen Gründlich
Jan Nepomucen (Johann Nepomuk) Gründlich (ur. 1762, zm. 1842) – czeski Niemiec, komisarz nadzwyczajny Dyrekcji Generalnej Poczt, naczelnik głównego urzędu pocztowego w Lublinie.
Urodził się w Czechach, kształcił w Pradze. Nauczyciel w Tarnowie, Dukli i Jaśle (kierownik szkoły). W 1798 nabył kamienicę w Lublinie, w której urządził pierwszy w mieście stały urząd pocztowy. Został też jego naczelnikiem. Po powstaniu listopadowym aresztowany przez Rosjan za zatajanie korespondencji antyrosyjskiej. Był pod nadzorem policji do śmierci.